# Zdeněk Ziegler
Zdeněk Ziegler (27. října 1932 Praha – 18. dubna 2023)  byl typograf, grafický designér, pedagog.

## Život
Zdeněk Ziegler se nejprve hlásil na UMPRUM, ale profesor Hoffmeister mu nejprve doporučil praxi u Krátkého filmu ale ani pak ho nepřijal. Během povinné vojenské služby se Ziegler seznámil s řadou architektů, kteří ho přemluvili, aby studoval architekturu. V letech 1955–1961 vystudoval architekturu na ČVUT v Praze. Nenastoupil pak na umístěnku a začal se živit jako výtvarník z povolání a propagační grafik na volné noze.
V letech 1990–2005 působil na Vysoké škole uměleckoprůmyslové, do roku 2003 vedl ateliér grafického designu a plakátu (v roce 1999 přejmenován na ateliér designu a vizuální komunikace). V roce 1992 byl jmenován profesorem, v letech 2000–2003 byl rektorem VŠUP. Hostoval na univerzitách v Mainzu, Stuttgartu, Paříži či Istanbulu, získal čestný doktorát Miami University. V letech 2006–2015 vyučoval grafický design na Ústavu umění a designu, resp. Fakulty designu a umění Ladislava Sutnara Západočeské univerzity v Plzni.
Je členem prestižní mezinárodní asociace Alliance Graphique Internationale (AGI). Za plakátovou tvorbu získal například čestné uznání Typomundus v Montrealu, ceny na Mezinárodní výstavě filmového plakátu v Karlových Varech, Bienále v Brně, ocenění Zlatý a bronzový Hugo na Mezinárodním filmovém festivalu Chicago, čestné uznání v soutěži The Hollywood Reporter Aunnual Key Award, medaili na Mezinárodní soutěži filmových plakátů v Colombu.
V roce 2004 obdržel cenu ICOGRADA (International Council of Communication Design) za přínos oboru, v roce 2012 cenu Bienále Brno.
Zemřel v úterý 18. dubna 2023 ve věku 90 let, oznámil to Zdeněk Křenek z nakladatelství Aulos, se kterým Ziegler spolupracoval.

## Dílo
První zakázky v oblasti grafického designu realizoval na konci padesátých let. Ještě během studia na vysoké škole vytvářel propagační plakáty, první loga a pro Československou televizi maloval a psal titulky, například pro pořad Branky, body, vteřiny.
V roce 1963 vznikl první z řady filmových plakátů k Jirešovu filmu Křik. V následujících letech spolupracoval s mnoha režiséry, mimo jiné s Jaromilem Jirešem, Františkem Vláčilem, Karlem Zemanem, Karlem Kachyňou, Jiřím Menzelem. U plakátů neexistovala tak silná cenzura, protože pro Státní film sloužily jako propagace v zahraničí, která přinášela slávu a peníze.
Od roku 1963 navrhuje obálky a grafické úpravy knih pro nakladatelství Československý spisovatel (edice Spirála), Státní nakladatelství krásné literatury, hudby a umění, později Odeon (nakladatelství) (edice Soudobá světová próza, Život a umění), Svoboda (nakladatelství) (edice Jiskry) a Mladou frontu (edice Máj, Váhy), později pro Avicenum (nakladatelství) (edice Rady nemocným). Po roce 1989 vytváří pro řadu nově vzniklých nakladatelství nejen podobu publikací či celých edic, například pro nakladatelství ΟΙΚΟΥΜΕΝΗ či Nakladatelství Franze Kafky, ale i celý korporátní design, například pro nakladatelství Brody.
V roce 1992 začal spolupracovat s nakladatelstvím Aulos (nakladatelství) Zdeňka Křenka. Vznikla výjimečná edice více než 40 bibliofilií, které získaly řadu ocenění v domácích i mezinárodních soutěžích; ilustrace ke knihám vytváří přední čeští výtvarníci, například Václav Boštík, Stanislav Kolíbal, Adriena Šimotová či Zdeněk Sýkora. Zieglerova knižní tvorba byla opakovaně oceněna v české soutěži Nejkrásnější kniha roku i v soutěžích v zahraničí.
Od 60. let navrhuje logotypy a korporátní design pro instituce a podniky, například Art Centrum, Kartografii, Stavby silnic a železnic, po roce 1989 pro České muzeum výtvarných umění, Židovské muzeum v Praze, společnost ČEZ či značku Eko výrobek.

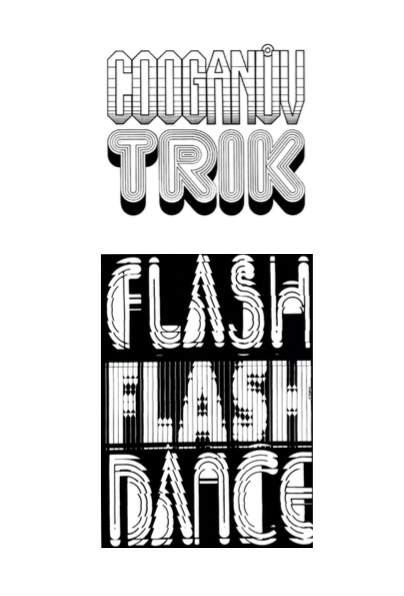
Návrh písma na plakáty z let 1973 a 1978. Autor návrhů Zdeněk Ziegler.

Od 60. let spolupracuje s výstavními institucemi – navrhuje plakáty, pozvánky, katalogy, spolupracuje na grafickém řešení výstav (Uměleckoprůmyslové museum v Praze, Galerie Benedikta Rejta v Lounech, Národní galerie Praha, Galerie hlavního města Prahy). Podílel se na grafických řešeních expozic pro Liberecké výstavní trhy nebo Muzeum skla a bižuterie v Jablonci nad Nisou. Po roce 1989 vytvořil plakáty pro Divadlo za branou, Národní divadlo, Jihočeské divadlo České Budějovice nebo Hudební divadlo Karlín. Od roku 1993 je členem komise generálního ředitele České pošty pro výtvarné řešení poštovních známek. Od roku 1994 navrhl již 22 emisí známek. Vždy dokonale promýšlel volbu písma pro sazbu svých děl tak, aby odpovídala povaze textu.

## Zastoupení ve sbírkách
- Uměleckoprůmyslové museum v Praze
- Moravská galerie v Brně
- Muzeum umění a designu Benešov
- Deutsches Plakat Museum Essen
- Stedelijk Museum Amsterdam
- Library of Congress Washington
- Museum of Modern Art Toyama
- Museum Ogaki
- Design Museum Curych
- Muzeum Plakatu w Wilanowie Varšava
- Museum of Modern Art New York
- Poster Museum Lahti
- Denver Art Museum